# Watford F.C.
Watford Football Club, Watford FC ali preprosto Watford je profesionalni angleški nogometni klub iz Watforda iz grofije Hertfordshire.
Klub je bil ustanovljen leta 1881 kot Watford Rovers. Prvi nastop v FA pokalu je imel leta 1886. Prvotno je nastopal v južni angleški ligi, katero je v sezoni 1914/15 pod vodstvom Harryja Kenta tudi osvojil. V svoji zgodovini je Watford igral na več stadionih, preden je začel igrati na Vicarage Road stadionu, kateri je od leta 1992 njegov domači stadion. Watford je večino svojega obstoja igral v nižjih ligah, prav tako pa je tudi večkrat menjal barve dresov in grb. Trenutni barvi dresov sta črna in rumena, zaradi katerih imajo njegovi nogometaši vzdevek sršeni.
Watford je bil pod vodstvom Grahama Taylorja do sedaj še najbolj uspešen. Od njegovega imenovanja leta 1977 pa do odhoda 10 let pozneje je Watford iz četrte divizije prešel v prvo. V sezoni 1982/83 je osvojil končno drugo mesto v Premier Ligi, s tem pa si je tudi zagotovil igranje v Ligi prvakov. Leta 1984 je igral tudi v finalu FA pokala proti Evertonu, kjer pa je bil poražen z 2-0. V najvišji diviziji je igral potem še v sezoni 1999/2000, 2006/07 in tudi sedaj, ko je ponovno uspel priti vanjo v sezoni 2014/15.